# Jandiala Sherkhan
Jandiala Sherkhan é uma cidade do Paquistão localizada na província de Punjab.